# Rufus (ソフトウェア)
Rufus (The Reliable USB Formatting Utility, with Source、ルーファス) は、起動可能ドライブをUSBフラッシュメモリ上に作成するためのプログラム。
Microsoft Windows で動作するオープンソースかつ無償のソフトウェア。ポータブルアプリケーション版もある。Windows PC に接続されたUSBメモリをフォーマットし、ブート可能なUSBフラッシュドライブやLive USBを構成できる。

## 歴史
Rufusは当初、主にDOSをブートできるUSBフラッシュドライブを作成するために使われるHP USB Disk Storage Format Tool for Windowsに代わる現代的なオープンソースソフトウェアとして開発された。
公式の初版であるバージョン1.0.3（それ以前は内部向けやアルファ版のみだった）は2011年12月11日リリースでMS-DOSのみの対応だった。バージョン1.0.4でFreeDOSに対応し、バージョン1.1.0でISOイメージに対応した。バージョン1.2.0までMS-DOS版とFreeDOS版それぞれ別に提供されていた。バージョン1.3.2でUEFIブートに対応し、バージョン1.4.0でローカライズされ、バージョン2.0でWindows To Goに対応、バージョン2.18でWindows XPとVistaに対応した。

## 機能
複数のLinuxディストリビューションやWindowsのインストレーション.isoファイルを含む多種類のブート対応.isoファイルに対応していて、手を入れられていないディスクイメージ（圧縮されたのも含む）にも対応している。必要に応じて、SYSLINUXやGNU GRUBといったブートローダーをフラッシュドライブにインストールすることでブート可能になる。また、MS-DOSやFreeDOSをフラッシュドライブにインストールこともできるほか、Windows To Goによるブート可能メディアの作成もできる。さらにフラッシュドライブをFAT、FAT32、NTFS、exFAT、UDF、ReFSといったファイルシステムでフォーマットすることもできる。
並びに選択したイメージのMD5、SHA-1、SHA-256のハッシュを計算することも可能。